# Qualificazioni al campionato mondiale di calcio 1986 - UEFA
Sono elencate di seguito le date e i risultati della zona europea (UEFA) per le qualificazioni al mondiale del 1986.

## Formula
33 membri FIFA: 13,5 posti disponibili per la fase finale; l'Italia è qualificata direttamente come campione in carica.
Rimangono 32 squadre per 12,5 posti disponibili per la fase finale: si suddividono in 7 gruppi di qualificazione, quattro gruppi composti da cinque squadre e tre gruppi composti da quattro squadre. Ogni squadra gioca partite di andata e ritorno: la prima classificata di ogni gruppo e le seconde classificate dei gruppi 2, 3, 4, e 6 si qualificano alla fase finale; le seconde classificate dei gruppi 1 e 5 accedono allo Spareggio  e la seconda classificata del gruppo 7 accede allo spareggio intercontinentale UEFA-OFC.

## Gruppo 1
| Data              | Luogo     | Squadra 1 | Risultato | Squadra 2 |
| ----------------- | --------- | --------- | --------- | --------- |
| 17 ottobre 1984   | Bruxelles | Belgio    | 3 - 1     | Albania   |
| 17 ottobre 1984   | Zabrze    | Polonia   | 3 - 1     | Grecia    |
| 31 ottobre 1984   | Mielec    | Polonia   | 2 - 2     | Albania   |
| 19 dicembre 1984  | Atene     | Grecia    | 0 - 0     | Belgio    |
| 22 dicembre 1984  | Tirana    | Albania   | 2 - 0     | Belgio    |
| 27 febbraio 1985  | Atene     | Grecia    | 2 - 0     | Albania   |
| 27 marzo 1985     | Bruxelles | Belgio    | 2 - 0     | Grecia    |
| 1º maggio 1985    | Bruxelles | Belgio    | 2 - 0     | Polonia   |
| 19 maggio 1985    | Atene     | Grecia    | 1 - 4     | Polonia   |
| 30 maggio 1985    | Tirana    | Albania   | 0 - 1     | Polonia   |
| 11 settembre 1985 | Chorzów   | Polonia   | 0 - 0     | Belgio    |
| 30 ottobre 1985   | Tirana    | Albania   | 1 - 1     | Grecia    |

| Pos | Squadra | Pti | G | V | N | P | GF | GS | DR |
| --- | ------- | --- | - | - | - | - | -- | -- | -- |
| 1   | Polonia | 8   | 6 | 3 | 2 | 1 | 10 | 6  | +4 |
| 2   | Belgio  | 8   | 6 | 3 | 2 | 1 | 7  | 3  | +4 |
| 3   | Albania | 4   | 6 | 1 | 2 | 3 | 6  | 9  | -3 |
| 4   | Grecia  | 4   | 6 | 1 | 2 | 3 | 5  | 10 | -5 |

 Polonia qualificata alla fase finale.  Belgio accede allo Spareggio.

## Gruppo 2
| Data              | Luogo             | Squadra 1      | Risultato | Squadra 2      |
| ----------------- | ----------------- | -------------- | --------- | -------------- |
| 23 maggio 1984    | Norrköping        | Svezia         | 4 - 0     | Malta          |
| 12 settembre 1984 | Stoccolma         | Svezia         | 0 - 1     | Portogallo     |
| 14 ottobre 1984   | Porto             | Portogallo     | 2 - 1     | Cecoslovacchia |
| 17 ottobre 1984   | Colonia           | Germania Ovest | 2 - 0     | Svezia         |
| 31 ottobre 1984   | Praga             | Cecoslovacchia | 4 - 0     | Malta          |
| 14 novembre 1984  | Lisbona           | Portogallo     | 1 - 3     | Svezia         |
| 16 dicembre 1984  | La Valletta       | Malta          | 2 - 3     | Germania Ovest |
| 10 febbraio 1985  | La Valletta       | Malta          | 1 - 3     | Portogallo     |
| 24 febbraio 1985  | Lisbona           | Portogallo     | 1 - 2     | Germania Ovest |
| 27 marzo 1985     | Saarbrücken       | Germania Ovest | 6 - 0     | Malta          |
| 21 aprile 1985    | La Valletta       | Malta          | 0 - 0     | Cecoslovacchia |
| 30 aprile 1985    | Praga             | Cecoslovacchia | 1 - 5     | Germania Ovest |
| 5 giugno 1985     | Stoccolma         | Svezia         | 2 - 0     | Cecoslovacchia |
| 25 settembre 1985 | Stoccolma         | Svezia         | 2 - 2     | Germania Ovest |
| 25 settembre 1985 | Praga             | Cecoslovacchia | 1 - 0     | Portogallo     |
| 12 ottobre 1985   | Lisbona           | Portogallo     | 3 - 2     | Malta          |
| 16 ottobre 1985   | Praga             | Cecoslovacchia | 2 - 1     | Svezia         |
| 16 ottobre 1985   | Stoccarda         | Germania Ovest | 0 - 1     | Portogallo     |
| 17 novembre 1985  | Monaco di Baviera | Germania Ovest | 2 - 2     | Cecoslovacchia |
| 17 novembre 1985  | La Valletta       | Malta          | 1 - 2     | Svezia         |

| Pos | Squadra        | Pti | G | V | N | P | GF | GS | DR  |
| --- | -------------- | --- | - | - | - | - | -- | -- | --- |
| 1   | Germania Ovest | 12  | 8 | 5 | 2 | 1 | 22 | 9  | +13 |
| 2   | Portogallo     | 10  | 8 | 5 | 0 | 3 | 12 | 10 | +2  |
| 3   | Svezia         | 9   | 8 | 4 | 1 | 3 | 14 | 9  | +5  |
| 4   | Cecoslovacchia | 8   | 8 | 3 | 2 | 3 | 11 | 12 | -1  |
| 5   | Malta          | 1   | 8 | 0 | 1 | 7 | 6  | 25 | -19 |

 Germania Ovest e  Portogallo qualificate alla fase finale.

## Gruppo 3
| Data              | Luogo     | Squadra 1        | Risultato | Squadra 2        |
| ----------------- | --------- | ---------------- | --------- | ---------------- |
| 27 maggio 1984    | Pori      | Finlandia        | 1 - 0     | Irlanda del Nord |
| 12 settembre 1984 | Belfast   | Irlanda del Nord | 3 - 2     | Romania          |
| 17 ottobre 1984   | Londra    | Inghilterra      | 5 - 0     | Finlandia        |
| 31 ottobre 1984   | Antalia   | Turchia          | 1 - 2     | Finlandia        |
| 14 novembre 1984  | Belfast   | Irlanda del Nord | 2 - 1     | Finlandia        |
| 14 novembre 1984  | Istanbul  | Turchia          | 0 - 8     | Inghilterra      |
| 27 febbraio 1985  | Belfast   | Irlanda del Nord | 0 - 1     | Inghilterra      |
| 3 aprile 1985     | Craiova   | Romania          | 3 - 0     | Turchia          |
| 1º maggio 1985    | Belfast   | Irlanda del Nord | 2 - 0     | Turchia          |
| 1º maggio 1985    | Bucarest  | Romania          | 0 - 0     | Inghilterra      |
| 22 maggio 1985    | Helsinki  | Finlandia        | 1 - 1     | Inghilterra      |
| 6 giugno 1985     | Helsinki  | Finlandia        | 1 - 1     | Romania          |
| 28 agosto 1985    | Timișoara | Romania          | 2 - 0     | Finlandia        |
| 11 settembre 1985 | Smirne    | Turchia          | 0 - 0     | Irlanda del Nord |
| 11 settembre 1985 | Londra    | Inghilterra      | 1 - 1     | Romania          |
| 25 settembre 1985 | Tampere   | Finlandia        | 1 - 0     | Turchia          |
| 16 ottobre 1985   | Bucarest  | Romania          | 0 - 1     | Irlanda del Nord |
| 16 ottobre 1985   | Londra    | Inghilterra      | 5 - 0     | Turchia          |
| 13 novembre 1985  | Londra    | Inghilterra      | 0 - 0     | Irlanda del Nord |
| 13 novembre 1985  | Smirne    | Turchia          | 1 - 3     | Romania          |

| Pos | Squadra          | Pti | G | V | N | P | GF | GS | DR  |
| --- | ---------------- | --- | - | - | - | - | -- | -- | --- |
| 1   | Inghilterra      | 12  | 8 | 4 | 4 | 0 | 21 | 2  | +19 |
| 2   | Irlanda del Nord | 10  | 8 | 4 | 2 | 2 | 8  | 5  | +3  |
| 3   | Romania          | 9   | 8 | 3 | 3 | 2 | 12 | 7  | +5  |
| 4   | Finlandia        | 8   | 8 | 3 | 2 | 3 | 7  | 12 | -5  |
| 5   | Turchia          | 1   | 8 | 0 | 1 | 7 | 2  | 24 | -22 |

 Inghilterra e  Irlanda del Nord qualificate alla fase finale.

## Gruppo 4
| Data              | Luogo            | Squadra 1    | Risultato | Squadra 2    |
| ----------------- | ---------------- | ------------ | --------- | ------------ |
| 29 settembre 1984 | Belgrado         | Jugoslavia   | 0 - 0     | Bulgaria     |
| 13 ottobre 1984   | Lussemburgo      | Lussemburgo  | 0 - 4     | Francia      |
| 20 ottobre 1984   | Lipsia           | Germania Est | 2 - 3     | Jugoslavia   |
| 17 novembre 1984  | Esch-sur-Alzette | Lussemburgo  | 0 - 5     | Germania Est |
| 21 novembre 1984  | Parigi           | Francia      | 1 - 0     | Bulgaria     |
| 5 dicembre 1984   | Sofia            | Bulgaria     | 4 - 0     | Lussemburgo  |
| 8 dicembre 1984   | Parigi           | Francia      | 2 - 0     | Germania Est |
| 27 marzo 1985     | Zenica           | Jugoslavia   | 1 - 0     | Lussemburgo  |
| 3 aprile 1985     | Sarajevo         | Jugoslavia   | 0 - 0     | Francia      |
| 6 aprile 1985     | Sofia            | Bulgaria     | 1 - 0     | Germania Est |
| 1º maggio 1985    | Lussemburgo      | Lussemburgo  | 0 - 1     | Jugoslavia   |
| 2 maggio 1985     | Sofia            | Bulgaria     | 2 - 0     | Francia      |
| 18 maggio 1985    | Potsdam          | Germania Est | 3 - 1     | Lussemburgo  |
| 1º giugno 1985    | Sofia            | Bulgaria     | 2 - 1     | Jugoslavia   |
| 11 settembre 1985 | Lipsia           | Germania Est | 2 - 0     | Francia      |
| 25 settembre 1985 | Lussemburgo      | Lussemburgo  | 1 - 3     | Bulgaria     |
| 28 settembre 1985 | Belgrado         | Jugoslavia   | 1 - 2     | Germania Est |
| 30 ottobre 1985   | Parigi           | Francia      | 6 - 0     | Lussemburgo  |
| 16 novembre 1985  | Parigi           | Francia      | 2 - 0     | Jugoslavia   |
| 16 novembre 1985  | Karl-Marx-Stadt  | Germania Est | 2 - 1     | Bulgaria     |

| Pos | Squadra      | Pti | G | V | N | P | GF | GS | DR  |
| --- | ------------ | --- | - | - | - | - | -- | -- | --- |
| 1   | Francia      | 11  | 8 | 5 | 1 | 2 | 15 | 4  | +11 |
| 2   | Bulgaria     | 11  | 8 | 5 | 1 | 2 | 13 | 5  | +8  |
| 3   | Germania Est | 10  | 8 | 5 | 0 | 3 | 16 | 9  | +7  |
| 4   | Jugoslavia   | 8   | 8 | 3 | 2 | 3 | 7  | 8  | -1  |
| 5   | Lussemburgo  | 0   | 8 | 0 | 0 | 8 | 2  | 27 | -25 |

 Francia e  Bulgaria qualificate alla fase finale.

## Gruppo 5
| Data              | Luogo     | Squadra 1   | Risultato | Squadra 2   |
| ----------------- | --------- | ----------- | --------- | ----------- |
| 2 maggio 1984     | Nicosia   | Cipro       | 1 - 2     | Austria     |
| 26 settembre 1984 | Budapest  | Ungheria    | 3 - 1     | Austria     |
| 17 ottobre 1984   | Rotterdam | Paesi Bassi | 1 - 2     | Ungheria    |
| 14 novembre 1984  | Vienna    | Austria     | 1 - 0     | Paesi Bassi |
| 17 novembre 1984  | Limassol  | Cipro       | 1 - 2     | Ungheria    |
| 23 dicembre 1984  | Nicosia   | Cipro       | 0 - 1     | Paesi Bassi |
| 27 febbraio 1985  | Amsterdam | Paesi Bassi | 7 - 1     | Cipro       |
| 3 aprile 1985     | Budapest  | Ungheria    | 2 - 0     | Cipro       |
| 17 aprile 1985    | Vienna    | Austria     | 0 - 3     | Ungheria    |
| 1º maggio 1985    | Rotterdam | Paesi Bassi | 1 - 1     | Austria     |
| 7 maggio 1985     | Graz      | Austria     | 4 - 0     | Cipro       |
| 14 maggio 1985    | Budapest  | Ungheria    | 0 - 1     | Paesi Bassi |

| Pos | Squadra     | Pti | G | V | N | P | GF | GS | DR  |
| --- | ----------- | --- | - | - | - | - | -- | -- | --- |
| 1   | Ungheria    | 10  | 6 | 5 | 0 | 1 | 12 | 4  | +8  |
| 2   | Paesi Bassi | 7   | 6 | 3 | 1 | 2 | 11 | 5  | +6  |
| 3   | Austria     | 7   | 6 | 3 | 1 | 2 | 9  | 8  | +1  |
| 4   | Cipro       | 0   | 6 | 0 | 0 | 6 | 3  | 18 | -15 |

 Ungheria qualificata alla fase finale.  Paesi Bassi accedono allo Spareggio.

## Gruppo 6
| Data              | Luogo      | Squadra 1        | Risultato | Squadra 2        |
| ----------------- | ---------- | ---------------- | --------- | ---------------- |
| 12 settembre 1984 | Dublino    | Irlanda          | 1 - 0     | Unione Sovietica |
| 12 settembre 1984 | Oslo       | Norvegia         | 0 - 1     | Svizzera         |
| 26 settembre 1984 | Copenaghen | Danimarca        | 1 - 0     | Norvegia         |
| 10 ottobre 1984   | Oslo       | Norvegia         | 1 - 1     | Unione Sovietica |
| 17 ottobre 1984   | Berna      | Svizzera         | 1 - 0     | Danimarca        |
| 17 ottobre 1984   | Oslo       | Norvegia         | 1 - 0     | Irlanda          |
| 14 novembre 1984  | Copenaghen | Danimarca        | 3 - 0     | Irlanda          |
| 17 aprile 1985    | Berna      | Svizzera         | 2 - 2     | Unione Sovietica |
| 1º maggio 1985    | Dublino    | Irlanda          | 0 - 0     | Norvegia         |
| 2 maggio 1985     | Mosca      | Unione Sovietica | 4 - 0     | Svizzera         |
| 2 giugno 1985     | Dublino    | Irlanda          | 3 - 0     | Svizzera         |
| 5 giugno 1985     | Copenaghen | Danimarca        | 4 - 2     | Unione Sovietica |
| 11 settembre 1985 | Berna      | Svizzera         | 0 - 0     | Irlanda          |
| 25 settembre 1985 | Mosca      | Unione Sovietica | 1 - 0     | Danimarca        |
| 9 ottobre 1985    | Copenaghen | Danimarca        | 0 - 0     | Svizzera         |
| 16 ottobre 1985   | Oslo       | Norvegia         | 1 - 5     | Danimarca        |
| 16 ottobre 1985   | Mosca      | Unione Sovietica | 2 - 0     | Irlanda          |
| 30 ottobre 1985   | Mosca      | Unione Sovietica | 1 - 0     | Norvegia         |
| 13 novembre 1985  | Lucerna    | Svizzera         | 1 - 1     | Norvegia         |
| 13 novembre 1985  | Dublino    | Irlanda          | 1 - 4     | Danimarca        |

| Pos | Squadra          | Pti | G | V | N | P | GF | GS | DR  |
| --- | ---------------- | --- | - | - | - | - | -- | -- | --- |
| 1   | Danimarca        | 11  | 8 | 5 | 1 | 2 | 17 | 6  | +11 |
| 2   | Unione Sovietica | 10  | 8 | 4 | 2 | 2 | 13 | 8  | +5  |
| 3   | Svizzera         | 8   | 8 | 2 | 4 | 2 | 5  | 10 | -5  |
| 4   | Irlanda          | 6   | 8 | 2 | 2 | 4 | 5  | 10 | -5  |
| 5   | Norvegia         | 5   | 8 | 1 | 3 | 4 | 4  | 10 | -6  |

 Danimarca e  Unione Sovietica qualificate alla fase finale.

## Gruppo 7
| Data              | Luogo     | Squadra 1 | Risultato | Squadra 2 |
| ----------------- | --------- | --------- | --------- | --------- |
| 12 settembre 1984 | Reykjavík | Islanda   | 1 - 0     | Galles    |
| 17 ottobre 1984   | Siviglia  | Spagna    | 3 - 0     | Galles    |
| 17 ottobre 1984   | Glasgow   | Scozia    | 3 - 0     | Islanda   |
| 14 novembre 1984  | Glasgow   | Scozia    | 3 - 1     | Spagna    |
| 14 novembre 1984  | Cardiff   | Galles    | 2 - 1     | Islanda   |
| 27 febbraio 1985  | Siviglia  | Spagna    | 1 - 0     | Scozia    |
| 27 marzo 1985     | Glasgow   | Scozia    | 0 - 1     | Galles    |
| 30 aprile 1985    | Wrexham   | Galles    | 3 - 0     | Spagna    |
| 28 maggio 1985    | Reykjavík | Islanda   | 0 - 1     | Scozia    |
| 12 giugno 1985    | Reykjavík | Islanda   | 1 - 2     | Spagna    |
| 10 settembre 1985 | Cardiff   | Galles    | 1 - 1     | Scozia    |
| 25 settembre 1985 | Siviglia  | Spagna    | 2 - 1     | Islanda   |

| Pos | Squadra | Pti | G | V | N | P | GF | GS | DR |
| --- | ------- | --- | - | - | - | - | -- | -- | -- |
| 1   | Spagna  | 8   | 6 | 4 | 0 | 2 | 9  | 8  | +1 |
| 2   | Scozia  | 7   | 6 | 3 | 1 | 2 | 8  | 4  | +4 |
| 3   | Galles  | 7   | 6 | 3 | 1 | 2 | 7  | 6  | +1 |
| 4   | Islanda | 2   | 6 | 1 | 0 | 5 | 4  | 10 | -6 |

 Spagna qualificata alla fase finale.  Scozia accede allo spareggio intercontinentale UEFA-OFC.

## Spareggio
| Data             | Luogo     | Squadra 1   | Risultato | Squadra 2   |
| ---------------- | --------- | ----------- | --------- | ----------- |
| 16 ottobre 1985  | Bruxelles | Belgio      | 1 - 0     | Paesi Bassi |
| 20 novembre 1985 | Rotterdam | Paesi Bassi | 2 - 1     | Belgio      |

 Belgio qualificato alla fase finale grazie alla regola dei gol fuori casa.